# La Fouine
La Fouine, pseudonimo di Laouni Mouhid (Trappes, 25 dicembre 1981), è un rapper, cantante, attore e produttore discografico francese di origini marocchine.
Ha inoltre creato una linea di abbigliamento streetwear, chiamata Street Swagg e una propria etichetta discografica, la Banlieue Sale. La Fouine è stato eletto miglior artista francese agli MTV Europe Music Awards nel 2011 e miglior artista maschile ai Trace Urban Music Awards nel 2013. Nel mese di Aprile 2014, il rapper parigino ha creato una nuova etichetta discografica, la Dynastie Music. La Fouine è alto 198 cm.

## Biografia
Nato a Trappes, da padre e madre marocchini, Laouni ha 6 fratelli, ed è cresciuto nella banlieue parigina, nel dipartimento di Yvelines. Lascia gli studi a 15 anni per dedicarsi al rap e frequenta i primi corsi di solfeggio e di batteria. La Fouine, che all'epoca si faceva chiamare « Forcené », è un membro attivo del collettivo « GSP ». Fa parte dell'effimero gruppo « FORS »con DJ VR (Hervé) e Le Griffon (Tarek Medimegh), creato principalmente per partecipare al concorso 2 R puissance ART della città di La Verrière, nel quale ottennero il secondo premio.
La Fouine si sposa e nel 2003 ha una figlia, che chiama Fatima come sua madre. La morte di suo padre nel 2005 gli ispira il pezzo « Je regarde là-haut ». IL rapper conosce periodi neri come quando va in casa famiglia e in prigione.  « Avevo 15 anni quando fui espulso dalla scuola e messo in una casa famiglia. Continuavo a scappare.  Ma non sceglievo irresponsabilmente di andare a casa mia, altrimenti i poliziotti mi avrebbero cercato direttamente lì. Dormivo da altre persone, sulle automobili, nei locali, eccetera. Era la miseria. » dichiarò al magazine Planète Rap Mag nel 2009. Nel 2003, firmò un contratto con la Sony e un impiego al municipio di Trappes: divenne mediatore nei quartieri « sensibili » della città.
Nel 2005 esce il suo primo album, Bourré Au Son, con la canzone Quelque chose de spécial che diventa un successo.  Il 12 marzo 2007 esce il suo secondo album intitolato Aller-Retour. Il primo estratto dell'album è Reste en chien (ft. Booba). Il secondo estratto si intitola Qui peut me stopper, e si classifica ventesimo nella Top 50 francese nel giugno 2007. I successivi singoli estratti dall'album sono On s'en bat les couilles, Banlieue Sale con Gued'1 & Kennedy e Tombé Pour Elle con Amel Bent.
Il suo terzo album Mes Repères, uscito nel febbraio 2009, vende 150 000 copie e ottiene due dischi d'oro nell'ottobre 2009. Nell'album sono presenti tre collaborazioni: Soprano, in Repartir à zéro, Soprano con Sefyu, in Ca fait mal (Remix) e Canardo (suo fratello minore) in Hamdoulah Moi Ca Va.
La mixtape Capitale Du Crime Volume 2, alla quale La Fouine collabora, esce il 18 gennaio 2010 e si classifica terza nella classifica di vendita francese nella prima settimana dall'uscita. Nel disco sono presenti Canardo, Green Money, Kennedy, Vincenzo, Chabodo, A2P, Rickwell, Gued'15...Nell'aprile del 2010, collabora con Admiral-T & Médine per il brano Viser La Victoire, estratto dell'album di Admiral-T intitolato L'Instinct Admiral e con M.A.S per il suo album 1 Minute de Silence (che esce nel 2011).
Nell'ottobre del 2010, rilascia numerose interviste nelle quali annuncia che il suo quarto album uscirà il 14 febbraio 2011. 
Il primo singolo estratto del suo doppio album intitolato La Fouine vs Laouni è frutto di una collaborazione con Rohff e si intitola Passe-Leur Le Salam. "Veni, Vidi, Vici" è il secondo estratto e il terzo è Caillra For Life, pezzo realizzato in collaborazione con il rapper californiano The Game (che include alcune rime in lingua francese). Il quarto estratto si intitola Papa e in esso La Fouine parla di suo padre. Il quinto estratto, uscito il 21 gennaio 2011, si chiama Les soleils de minuit. Le tracce sono opera di alcuni dei più noti produttori di rap in Francia, tra cui Street Fabulous, Animalsons, Dj E-Rise, Skalp nonché suo fratello Canardo che è presente nel titolo Bafana Bafana Remix.
Visto il successo dell'album, che vende 100 000 copie ottenendo due dischi di platino, il 15 giugno 2011 esce una riedizione, La Fouine et Laouni, che comprende le canzoni dell'album originale più un inedito (Toute la night) e un remix di Veni Vidi Vici realizzato da DJ Battle feat. Francisco.
La mixtape Capitale Du Crime Volume 3 viene pubblicata il 28 novembre 2011. Nel disco La Fouine collabora con numerosi artisti, tra cui alcune star americane come T-Pain in Rollin' Like a Boss, DJ Khaled che produce VNTM.com e Ace Hood in featuring nel pezzo T'es mort dans l'film. CDC3 viene certificato disco d'oro.
Il 10 settembre 2012 rivela ai suoi fans il nome del suo quinto album, Drôle De Parcours, che verrà pubblicato nel 2013. Il primo estratto è Paname Boss che viene pubblicato il 2 novembre 2012 con un videoclip sul canale ufficiale YouTube di La Fouine e che oggi conta più di 19 milioni di visualizzazioni. Nel titolo sono presenti numerosi rapper parigini, tra cui Tunisiano (membro del gruppo Sniper) con cui era in conflitto. Il secondo estratto è A l'epoque. Il terzo estratto, Il Se Passe Quelque Chose in collaborazione con Youssoupha, viene pubblicato il 21 gennaio 2013. Sul disco è presente anche il rapper statunitense French Montana, anch'egli di origini marocchine, nel singolo Ray Charles.
Nel 2013 annuncia un ulteriore progetto in collaborazione con tre giovani artisti della Banlieue Sale: Fababy, Sultan e Sindy, creando il gruppo Team BS. Il primo estratto dell'album Team BS è un singolo omonimo che viene pubblicato il 5 novembre 2013, seguito da Case Depart il 15 gennaio e J'Rappe il 19 febbraio. L'album è stato certificato disco d'oro per aver superato le 50 000 copie vendute.
Parallelamente a questo progetto, La Fouine annuncia il suo ritorno in studio per la preparazione del quarto volume della serie Capitale Du Crime. Il 4 settembre 2013 pubblica il singolo La Fête des Mères, primo estratto di CDC4. Nel brano il rapper originario di Trappes si rivolge al suo nemico Booba, insultandolo e facendo riferimento ad una rissa avvenuta tra i due qualche mese prima. Un anno dopo il primo estratto, l'8 settembre 2014, viene pubblicato il brano Saha, seguito dal terzo estratto intitolato Fais les 2 in collaborazione con il rapper Kozi. Il 24 ottobre 2014, giorno in cui viene pubblicato il brano che apre la mixtape, Intro CDC4, La Fouine svela la data di pubblicazione di Capitale Du Crime 4, fissata per il 24 novembre 2014.

## Discografia

### Album in studio
- 2005 - Bourré au son
- 2007 - Aller-retour
- 2009 - Mes repères
- 2011 - La Fouine vs Laouni
- 2013 - Drôle de parcours
- 2016 - Nouveau monde
- 2020 - Bénédictions
- 2021 - XXI

### Mixtape
- 2004 - Planète trappes
- 2006 - Planète trappes volume 2
- 2008 - Capitale du crime
- 2010 - Capitale du crime volume 2
- 2011 - Capitale du crime volume 3
- 2014 - Capitale du crime volume 4
- 2017 - Capitale du crime censuré
- 2018 - Sombre

### Singoli
- Mon Autobiographie (2004)
- Quelque chose de Spécial (2004)
- L'unité Feat Jmi Sissoko (2004)
- Reste en chien Feat Booba (2007)
- Qui peut me stopper ? (2007)
- Banlieue sale (2007)
- On s'en bat les couilles (2007)
- Tombé pour elle (featuring Amel Bent)  (2007)
- Cherche la monnaie (2008)
- Ca fait mal (featuring Soprano e Sefyu; remix di DJ Battle) (2008)
- Tous les memes (2009)
- Du Ferme (2009)
- Hamdoulah moi ça va (feat. Canardo) (2009)
- Chips (2009)
- Krav Maga (2009)
- Banlieue sale music (2) (2009)
- La3bine (featuring Don Bigg) (2009)
- Nés Pour briller (feat.Canardo,skry,Green,Mlc) (2010)
- Pleure pas (feat. Green, Canardo et Kennedy) (2010)
- Viser La Victoire (Feat Admiral T & Medine) (2010)
- Passe leur le Salam (featuring Rohff) (15/11/2010)
- Veni Vidi Vici (2010)
- Caillra For Life (2010) (featuring The Game) (15/12/2010)
- Papa (23/12/2010)
- Les soleils de minuit (2011)
- Toute la night (2011)
- Ma meilleure ft. Zaho (2013)

## Videografia
- 2004: "Banlieue Ouest" feat. VF Gang
- 2005: "Mon autobiographie"
- 2005: "l'unité" feat. Jmi-sissoko
- 2005: "Quelque chose de special" feat. Eilijah
- 2006: "Etat des lieux"
- 2007: "Reste en chien" feat. Booba
- 2007: "Qui peut me stopper"
- 2007: "Banlieue Sale" feat. Gued'1 et Kennedy
- 2007: "On s'en bat les c******s"
- 2007: "Responsable" feat. Manu Key
- 2008: "Tombé pour elle" feat. Amel Bent
- 2008: "Cherche la monnaie"
- 2008: "Dignity" avec Matchstick
- 2008: "Ca fait mal Remix" feat. Soprano & Sefyu
- 2008: "Tous les memes"
- 2009: "Du ferme"
- 2009: "Moi hamdulah cava" feat. Canardo* 2009 : "Krav maga"
- 2009: "Banlieue Sale Music" feat. Nessbeal* 2009 : "Krav maga Remix" feat. Canardo, Gued'1, Green, MLC
- 2010: "Nés pour Briller" feat. Canardo, Green, MLC
- 2010: "Mauvais Oeil" feat. Green
- 2010: "Viser la victoire" feat. Admiral T & Medine
- 2010: "Passe leur le salam" feat. Rohff
- 2010: "Caillra for life" feat. Game
- 2011: "Veni, Vidi, Vici"
- 2011: "Nhar Sheitan Click"
- 2011: "Papa"
- 2011: "D'où L'on Vient"
- 2011: "Toute la night"
- 2011: "VNTM.com" feat. DJ Khaled
- 2011: "Vécu" feat. Kamelancien
- 2011: "J'arrive en balle" feat. Fababy
- 2011: "Ben Laden"
- 2011: "C'est bien de..." feat. Fababy
- 2011: "C'est ça le thème"
- 2011:  "Rollin' Like A Boss" La Fouine featuring T-Pain & Mackenson

## Filmografia
- 2009 - Banlieue 13: Ultimatum
- 2012 - Un marocain à Paris
- 2012 - Rouleur de journeaux
- 2012 - Saïd (cortometraggio)
- 2013 - Ride or die (cortometraggio)
- 2014 - A toute épreuve

## Televisione
- 2012 - Soda
- 2013 - Popstars
- 2013 - Le Dézaping du Studio Bagel
- 2013 - Nos chers voisins
- 2014 - Touche pas à mon poste!

## Web-Series
- 2009 - Lourd De Fou
- 2011 - Fouiny Story I
- 2011 - Fouiny Story II
- 2012 - Fouiny Story III